# Monte Xiabre
El monte Xiabre es una montaña de la provincia de Pontevedra (Galicia, España).

## Descripción
Se levanta entre los municipios de Caldas de Reyes, Catoira y Villagarcía de Arosa. Su altitud es de 641 m, y como está rozando la costa se ven sus casi 650 metros de altitud plenamente.
Tiene muchísima vegetación, a causa de más de 1500 mm anuales en la zona.
Está en una especie de sierra con cotas como estas:
- Aguadelo: 413 m.
- Lobeira: 290 m.
- A Xaiba: 280 m.
- Pousadoiro: 220 m.

Como se puede apreciar Xiabre es el más alto de todos los montes de la zona, además con diferencia.
Desde algunas zonas de las laderas de la montaña podemos observar estupendas vistas de la ciudad de Villagarcía de Arosa y de la ría de Arosa.
Hay zonas muy famosas en el monte, como "Fontefría", que es una preciosa pradera con arroyos, monte, mesas para picnics, etc. a la que van cientos de familias de la zona (Villagarcía, Caldas, Cambados...) a pasar el día.
En los últimos años ha sufrido muchos incendios forestales que han devastado decenas de hectáreas. Uno de los incendios más importantes se produjo el 23 de agosto de 2005 que arrasó muchas zonas de la montaña.
Este monte sufrió también, como muchísimas otras zonas de Galicia, la oleada de incendios forestales en Galicia 2006, cuando en "Xiabre" se calcinaron cientos de hectáreas y nubló de humo un radio de incluso más de 5 kilómetros.
En el pico de A Xaiba (o A Gaiba) se ubica un castro aparentemente bien conservado. En diversos "chans" o zonas llanas, como la denominada Rosa de Parroibas, se han localizado diversos túmulos funerarios de probable cronología neolítica. Uno de estso túmulos, el más grande, se sitúa en un espolón denominado Fonte Loureiro. Los vecinos de Castrogudín relatan diversas leyendas que unen el castro da Xaiba con el pueblo a través de una gabia (de donde vendría el nombre). También señalan la existencia de un túnel o gabia desde Fonte Loureiro.
En 2007 la prensa publicó la localización de petroglifos en este monte.
En la actualidad sus innumerables pistas, caminos, senderos y cortafuegos hacen del Xiabre una zona habitual para la práctica deportiva del BTT, trail running y senderismo.